# Campionato sudamericano per club 2012 (pallavolo maschile)
Il campionato sudamericano per club di pallavolo maschile 2012 è stato la 4ª edizione del massimo torneo pallavolistico sudamericano per squadre di club e si è svolto dal 5 al 9 settembre 2012 a Linares, in Cile. Al torneo hanno partecipato 8 squadre di club sudamericane e la vittoria finale è andata per la prima volta all'Associação Social e Esportiva Sada.

## Regolamento
Il torneo si è svolto con una prima fase dove le squadre sono state divise in due gironi, giocato con la formula del round-robin; al termine della prima fase le prime due classificate di ogni gironi hanno acceduto alle semifinali per il primo posto, le terze classificate hanno acceduto alla finale per il quinto posto, mentre le ultime classificate hanno acceduto alla finale per il settimo posto.

## Squadre partecipanti
- UPCN
- Carmelo Rowing
- Deportivo Colón
- Sada
- Huracanes de Bolívar
- Uni La Salle
- Linares
- Vamos Peerless

## Fase a gironi

### Gironi
| Girone A                                                 | Girone B                                 |
| -------------------------------------------------------- | ---------------------------------------- |
| Huracanes de Bolívar Uni La Salle Linares Vamos Peerless | UPCN Carmelo Rowing Deportivo Colón Sada |

## Fase finale

### Finali 1º e 3º posto
|  | Semifinali           | Semifinali           | Semifinali |      |      | Finale 1º/2º posto   | Finale 1º/2º posto   | Finale 1º/2º posto |  |
|  |                      |                      |            |      |      |                      |                      |                    |  |
|  | Huracanes de Bolívar | Huracanes de Bolívar | 0          |      |      |                      |                      |                    |  |
|  | Huracanes de Bolívar | Huracanes de Bolívar | 0          |      |      |                      |                      |                    |  |
|  | UPCN                 | UPCN                 | 3          |      |      |                      |                      |                    |  |
|  | UPCN                 | UPCN                 | 3          |      | UPCN | UPCN                 | 1                    |                    |  |
|  |                      |                      |            |      | UPCN | UPCN                 | 1                    |                    |  |
|  |                      |                      | Sada       | Sada | 3    |                      |                      |                    |  |
|  | Sada                 | Sada                 | Sada       | Sada | 3    | 3                    |                      |                    |  |
|  | Sada                 | Sada                 |            |      |      | 3                    |                      |                    |  |
|  | Linares              | Linares              | 0          |      |      | Finale 3º/4º posto   | Finale 3º/4º posto   | Finale 3º/4º posto |  |
|  | Linares              | Linares              | 0          |      |      |                      |                      |                    |  |
|  |                      |                      |            |      |      |                      |                      |                    |  |
|  |                      |                      |            |      |      | Huracanes de Bolívar | Huracanes de Bolívar | 3                  |  |
|  |                      |                      |            |      |      | Huracanes de Bolívar | Huracanes de Bolívar | 3                  |  |
|  |                      |                      |            |      |      | Linares              | Linares              | 1                  |  |

## Classifica finale
| Classifica | Squadre              | Qualificazione                |
| ---------- | -------------------- | ----------------------------- |
|            | Sada                 | Coppa del Mondo per club 2012 |
|            | UPCN                 |                               |
|            | Huracanes de Bolívar |                               |
| 4          | Linares              |                               |
| 5          | Deportivo Colón      |                               |
| 6          | Uni La Salle         |                               |
| 7          | Vamos Peerless       |                               |
| 8          | Carmelo Rowing       |                               |